# 血槍富士
『血槍富士』（ちやりふじ）は、1955年2月27日に公開された日本映画である。東映製作・配給。

## 概要
1954年に中国から復員した内田吐夢監督の戦後第1作で、1942年の『鳥居強右衛門』以来13年ぶりの監督作品となる。本作は1927年に井上金太郎が原作・脚本・監督をつとめた『道中悲記』（キネマ旬報ベストテン第10位）を再映画化したものであり、原作として井上の名前がクレジットされている。また、権八役で主演した月形龍之介は本作に旅の男役で、源太役で出演した杉狂児も殿様役でそれぞれ出演している。マキノ雅弘の実弟であるプロデューサー・マキノ満男が企画し、企画協力には伊藤大輔、小津安二郎、清水宏が参加した。

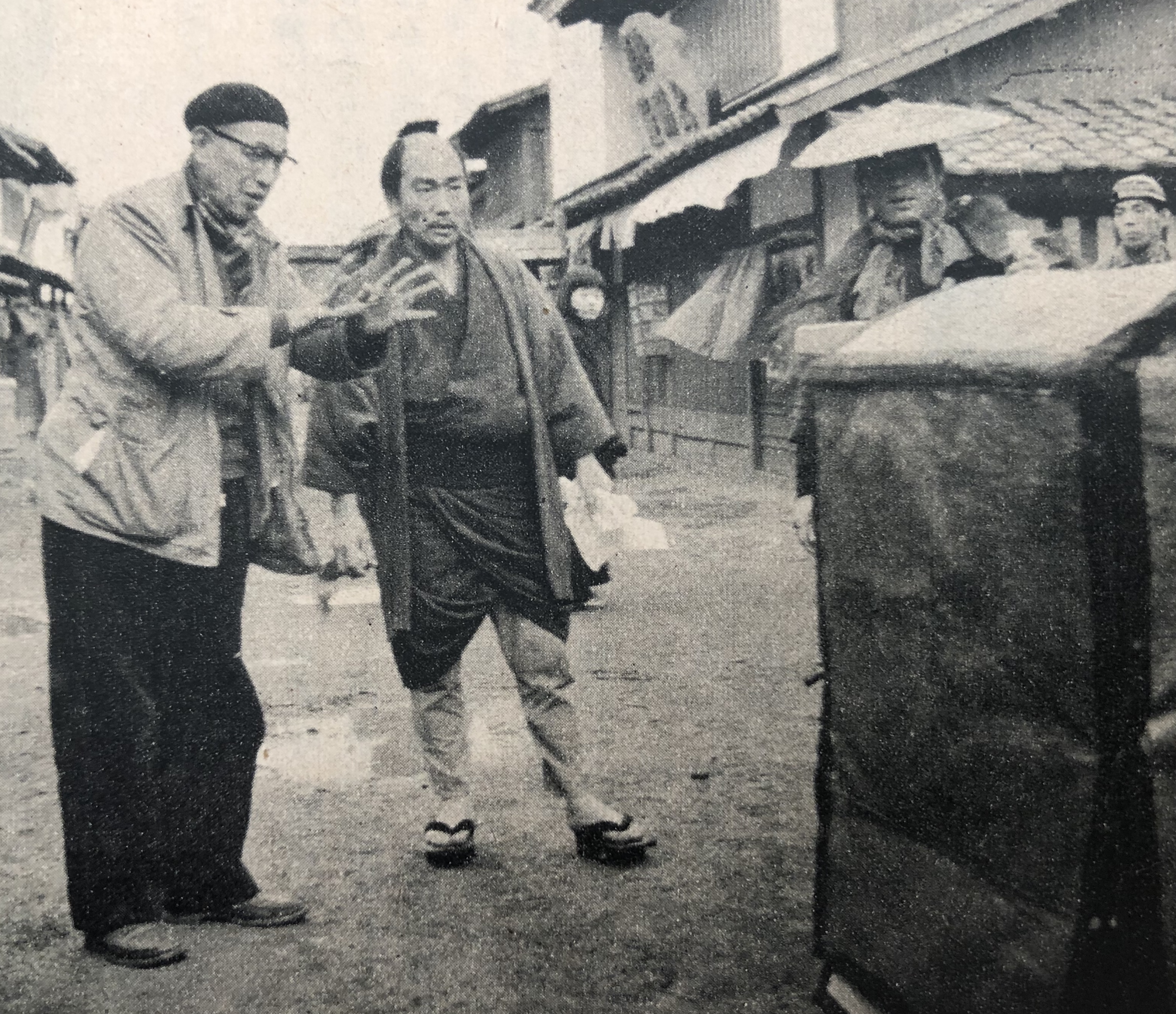
演出中の内田吐夢

主君の槍持ちとして東海道を江戸に向かう主人公の権八が道中で出会う、様々な人たちの人間模様を描くとともに、酒のいさかいから主君を殺された権八が仇討ちをする姿を通して、封建制度の理不尽さを描いた。また、ラストシーンに「海ゆかば」を流して内田の戦争体験を反映させている。しかし、鈴木尚之によれば、内田がこの当時住んでいた清瀬の引揚者住宅では、中国長期滞在者だった内田の監督復帰第一作ならイデオロギー的に左翼的なものと期待していたにもかかわらず「海ゆかば」が使われた映画だったため、住民たちが一斉に反発し内田夫妻は転居を余儀なくされたという。
作曲家の小杉太一郎が初めて映画音楽を手掛けた作品で、以降東映作品を中心に多くの映画音楽を手がけた。また、権八役の片岡千恵蔵の実子である植木基晴と植木千恵が子役として出演している。

## あらすじ
仲間稼業の権八は東海道を、若様酒匂小十郎の槍持ちをつとめて、供の源太と江戸へ向った。同じ道を旅する一行は、小間物商人の伝次、身売りにゆく田舎娘おたねと老爺の与茂作、あんまの藪の市、巡礼、旅芸人のおすみ母子、挙動不審の藤三郎という男、最後に権八の槍に見とれた浮浪児の次郎等である。折柄、街道には大泥棒風の六右衛門詮議の触れ書が廻っているが、権八はそれ所ではない。朗らかで気立てが優しいが、酒乱癖のある若様を守って旅を終るのが主命である。供の源太が酒好きなので気が気ではない。一行は袋井に一宿したが、藤三郎が大金を持っているのに目をつけた伝次は、さては大泥棒とつけ廻すが、隣室で藪の市に肩を揉ませている巡礼こそ大泥棒六右衛門なのである。その夜、おすみの使を受けて権八も悪い気がせず外へ出ると、その隙に小十郎は源太を連れて酒を飲み始めたが、駈けつけた権八に制せられ事なきを得た。また旅が始まったが、大井川の近くで何処かの馬鹿殿様が始めた野立ての為通行止になり、大井川を前に長逗留となった。隙を狙って六右衛門は馬鹿殿の路銀を盗んだが、うっかりして顔を見知られた次郎に発見され、来合わせた権八の槍に怖気が出て簡単に縛についた。与茂作が女衒久兵衛におたねを渡して帰ろうとすると藤三郎に引留められた。五年前預けた娘を引取る為、稼ぎ貯めた金を持って来たのだが、娘は亡くなっていたのだ。小十郎は、素朴な人々を見て武士の世界に嫌気がさし、又源太と居酒屋に入った。権八の駈けつけた時は遅く、小十郎と源太は酔いどれ武士の手に無惨な最期を遂げていた。数日後、骨箱を抱えて国元へ出立する権八がいた。

## 出演者
- 権八：片岡千恵蔵
主人・小十郎の槍持ち。主人が殺されたためその仇討をする。
- 藤三郎：月形龍之介
旅人。娘を久兵衛から返してもらうため大金を持っている。
- おすみ：喜多川千鶴
旅芸人。
- おたね：田代百合子
借金のかたに身売りされる。
- 次郎：植木基晴
権八に興味を持った浮浪児。巡礼（風の六衛門）が財布を盗むところを目撃する。
- おさん：植木千恵
おすみの娘。
- 巡礼：進藤英太郎
旅人。正体は泥棒の「風の六衛門」で、背中に大きな刺青をしている。
- 源太：加東大介
権八の仲間で小十郎の槍持ち。
- 与茂作：横山運平（新東宝）
娘のおたねを久兵衛に身売りさせる。
- あんま：小川虎之助
旅人。
- 小間物屋伝次：加賀邦男
藤三郎を泥棒と疑う岡っ引。
- 小十郎：島田照夫
権八の主人。大の酒飲みで、殺されるきっかけも泥酔したことからである。
- 殿様：渡辺篤、杉狂児
富士を眺める風流な野点を楽しみ、旅人達の足止めをくらわす。
- 久兵衛：吉田義夫
三十両でおたねを買う女衒。
- 勘定奉行金田：高松錦之助
- 織田政雄
- 赤木春恵
- 葉山富之輔
- 尾上華丈

## スタッフ
- 監督：内田吐夢
- 企画：マキノ満男、玉木潤一郎
- 企画協力：伊藤大輔、小津安二郎、清水宏、溝口健二
- 製作：大川博
- 原作：井上金太郎
- 脚色：八尋不二、民門敏雄
- 脚本：三村伸太郎
- 撮影：吉田貞次
- 音楽：小杉太一郎
- 美術：鈴木孝俊
- 録音：東城絹児郎